# Монотомиды
Монотомиды (лат. Monotomidae), или ризофагиды (лат. Rhizophagidae), — семейство насекомых из надсемейства кукуйоидных отряда жесткокрылых. Образ жизни разнообразен, встречаются в гнилой древесине, грибах, лесной подстилке, в гнёздах пчёл и муравьёв. Отдельные виды разносят споры патогенных грибов, а другие поедают яйца короедов и используются в биозащите деревьев.

## Описание
Мелкие жуки длиной от 1,5 до 6 мм. Форма тела узкая, вытянутая. Усики короткие, 10-члениковые с булавой из одного апикального сегмента. Голова прогнатическая, не скрытая, с расположенными на боковой поверхности фасеточными глазами. Надкрылья отчётливо укорочены на вершине, обнажая один (у самок) или два (у самцов) брюшных тергита. Тазиковые впадины передних ног замкнутые. Формула лапок 5-5-5 у самок и 5-5-4 у самцов (реже 5-5-5 или 4-4-4 у обоих полов).

## Биология
Образ жизни разнообразен: хищники, сапрофаги и микофаги. Встречаются в мёртвой древесине, под корой, грибах, подстилочном слое, в муравейниках. Взрослые особи многих родов (например, Rhizophagus, Lenax, Malinica, Monotomopsis, Tarunius, Renuka, Leptipsius, Europs, Aneurops, Maceurops, Shoguna) часто собираются под корой мёртвых и заражённых грибами деревьев. Взрослые особи Rhizophagus, Mimemodes и Shoguna можно найти в галереях короедов. Австралийский колеоптеролог Джон Лоуренс в 1984 году предположил, что жуки трибы Thionini (Arunus, Shoguna, Thione), встречающиеся в галереях короедов, питаются различными видами грибов в туннелях. Виды рода Monotoma часто встречаются в разлагающихся растительных остатках, включая искусственные места обитания, такие как кучи компоста и стога сена, а также хранящиеся продукты.
Пищевые предпочтения монотомид малоисследованы. Известно, что Bactridium, Monotoma и Hesperobaenus являются микофагами и питаются грибами-аскомицетами, такими как Hypoxylon и Daldinia. Имаго обычно встречаются в этих грибах или в местах, где таких грибов много. Считается, что большинство родов, населяющих кору, также являются микофагами, хотя для большинства монотомидных родов это ещё не установлено. Известно, что некоторые виды Rhizophagus и Mimemodes являются хищниками яиц жуков-короедов, а один особый вид, Rhizophagus grandis, был выпущен в рамках программ биоконтроля жуков-короедов Dendroctonus в Европе и Северной Америке. Тем не менее, известно, что виды в этих родах питаются грибковыми побочными продуктами, встречающимися в галереях. Известно, что Rhizophagus bipustulatus, R. dispar и R. brunneus разносят споры патогенных грибов Ceratocystis (порядок Микроасковые), а жук Rhizophagus brunneus является важным вектором пяти видов Ceratocystis в осинах.
Виды подрода Monotoma (Gyrocecis) инквилины в муравейниках рыжих лесных муравьёв и близких им видов из рода Formica в Северной Америке и Европе, а вид Monotoma hoffmanni населяет гнёзда муравьёв-листорезов Atta.
Виды рода Crowsonius (C. similis, C. meliponae и C. parensis) обитают в гнёздах медоносных безжальных пчёл рода Trigona (Meliponini, Apidae) в Центральной и Южной Америке, питаются пыльцой и распространяются путём форезии. Для этого имеют морфологические приспособления (бескрылость, редукция глаз и видоизменённые мандибулы).
Monotoma arida обнаружен в гнездовом материале лесных хомяков (Neotoma). Mimemodes были собраны в стогах сена и в цветках Boga medula в Индии. Hesperobaenus ассоциирован с юккой (Агавовые) и Dasylirion texanum (Спаржецветные) на юго-западе США.
Виды Phyconomus и Monotoma producta встречаются только в приливных зонах песчаных пляжей на Тихоокеанском и Атлантическом побережьях Северной Америки.
Европейский вид Rhizophagus parallelocollis часто встречается на кладбищах, и их имаго и личинки встречаются на захороненных телах в гробах, где он может питаться личинками мух-горбаток (Phoridae), ассоциированных с погребёнными телами.

## Систематика
В настоящее время филогенетические взаимоотношения Monotomidae с другими кукуйоидными (Cucujoidea) остаются неясными. В 1955 году английский колеоптеролог Рой Кроусон (Crowson, 1955), основываясь на морфологических признаках имаго, предположил, что наиболее близкими к монотомидам группами могут быть семейства блестянки (Nitidulidae), Kateretidae и Smicripidae. Однако признаки личинок говорят о близком родстве с другими примитивными кукуйиформными, например со скрытноедами (Cryptophagidae). Молекулярные данные (Hunt et al., 2007) сближают монотомид с грибовиками (Erotylidae), Protocucujidae и Helotidae. По другим данным с использованием анализа ДНК Monotomidae рассматриваются в качестве сестринской группы нитидулоидной линии (Nitidulidae).
Группа имеет сложную таксономическую историю. Долгое время семейство было известно под именем Rhizophagidae (ризофагиды), пока его не переименовали в современное Monotomidae. Некоторые авторы рассматривали разные роды и подсемейства монотомид в составе разных семейств: Rhizophagus в составе Nitidulidae, а Monotominae — в Cucujidae.

### Классификация
К семейству относят 240 видов в составе 33 родов.
Выделяют следующие подсемейства и трибы:
- Подсемейство Monotominae Laporte, 1840[18]
  - Триба Europini
    - Роды Afrobaenus — Aneurops — Bactridium — Barunius — Crowsonius — Eporus — Europs — Hesperobaenus — Hiekesia — Indoleptipsius — Kakamodes — Leptipsius — Macreurops — Malabica — Malinica — Mimema — Mimemodes — Monotomopsis — Monotopion — Noveurops — Pararhizophagus — Phyconomus — Pycnotomina — Renuka — Rhizophagoides — Rumnicus — Tarunius

  - Триба Lenacini Crowson, 1952
    - Род Lenax

  - Триба Monotomini Laporte, 1840
    - Род Monotoma

  - Триба Thionini Crowson, 1952
    - Роды Arunus, Shoguna, Thione
- Подсемейство Rhizophaginae Redtenbacher, 1845
  - Род Rhizophagus
- † Подсемейство Rhizophtominae Kirejtshuk & Azar in Kirejtshuk et al., 2009
  - † Род Rhizophtoma Kirejtshuk & Azar, 2009[21]

### Список родов
В семейство включают следующие роды:
- Afrobaenus Sen Gupta & Pal, 1995
- Aneurops Sharp, 1900
- Arunus Sen Gupta & Pal, 1995
- Bactridium J.LeConte, 1861
- Barunius Sen Gupta & Pal, 1995
- Crowsonius Pakaluk & Slipinski, 1993[8][9]
- Eporus Grouvelle, 1897
- Europs Wollaston, 1854
- Hesperobaenus J.LeConte, 1861[22]
- Hiekesia Sen Gupta & Pal, 1995
- Indoleptipsius Pal, 2000
- Kakamodes Sen Gupta & Pal, 1995
- Lenax Sharp, 1877
- Leptipsius Casey, 1916
- Macreurops Casey, 1916
- Malabica Sen Gupta, 1988
- Malinica Sen Gupta, 1988
- Mimema Wollaston, 1861
- Mimemodes Reitter, 1876
- Monotoma Herbst, 1793[18][6]
- Monotomopsis Grouvelle, 1896
- Monotopion Reitter, 1884
- Noveurops Sen Gupta & Pal, 1995
- Pararhizophagus Méquignon, 1913
- Phyconomus LeConte, 1861
- Pycnotomina Casey, 1916
- Renuka Sen Gupta, 1988
- Rhizophagoides Nakane & Hisamatsu, 1963
- Rhizophagus Herbst, 1793[17][23]
- Rumnicus Sen Gupta & Pal, 1995
- Shoguna Lewis, 1884
- Tarunius Sen Gupta, 1977
- Thione Sharp, 1899

Крупнейшие роды семейства: Rhizophagus (53 видов), Europs (49 видов), Monotoma (40 видов).

### Палеонтология
Исключительно в ископаемом состоянии известно несколько видов из юрских отложений Китая (Jurorhizophagus alienus), а также из янтарей мезозоя и кайнозоя: ливанского (Rhizophtoma elateroides), испанского (Cretakarenni hispanicus и Rhizophtoma longus), бирманского (Cretakarenni birmanicus, Lenax karenae, Cretolenax carinatus и C. diabolus) и балтийского (Europs insterburgensis).

## Распространение
Распространены всесветно. В России — 30 видов (по данным: А. Г. Кирейчук [1995]). В Новом Свете более 117 видов из 12 родов.

### Виды Европы
В Европе обнаружены представили трёх родов и более тридцати видов:
- Род Europs
  - Europs duplicatus
  - Europs impressicollis
  - Europs temporis Rtt.
- Род Monotoma[18]
  - Monotoma angusticollis
  - Monotoma bicolor
  - Monotoma brevicollis
  - Monotoma conicicollis
  - Monotoma diecki
  - Monotoma gotzi
  - Monotoma longicollis
  - Monotoma perplexa
  - Monotoma picipes
  - Monotoma punctaticollis
  - Monotoma quadricollis
  - Monotoma quadrifoveolata
  - Monotoma spinicollis
  - Monotoma testacea
- Род Rhizophagus
  - Подрод Anomophagus
    - Rhizophagus cribratus
    - Rhizophagus puncticollis

  - Подрод Cyanostolus
    - Rhizophagus aeneus

  - Подрод Eurhizophagus
    - Rhizophagus atticus
    - Rhizophagus depressus
    - Rhizophagus grandis

  - Подрод Rhizophagus
    - Rhizophagus bipustulatus
    - Rhizophagus brancsiki
    - Rhizophagus dispar
    - Rhizophagus ferrugineus
    - Rhizophagus intermedius
    - Rhizophagus nitidulus
    - Rhizophagus oblongicollis
    - Rhizophagus parallelocollis
    - Rhizophagus parvulus
    - Rhizophagus perforatus
    - Rhizophagus picipes
    - Rhizophagus unicolor